# Zwarte rietkever
De zwarte rietkever (Plateumaris bracata) is een keversoort uit de familie bladkevers (Chrysomelidae). De wetenschappelijke naam van de soort werd in 1772 gepubliceerd door Giovanni Antonio Scopoli.